# The 'US' Tour
The 'US' Tour bylo severoamerické turné Paula McCartneyho, které probíhalo na podzim roku 2005 jako jeden z prostředků k propagování alba Chaos and Creation in the Back Yard.
Celé turné Paula doprovázela jeho obvyklá kapela, kterou tvořili: Rusty Anderson, Brian Ray, Paul "Wix" Wickens a Abe Laboriel Jr.. Na každém vystoupení byl doprovázen také svojí ex-manželkou Heather Mills, která s dcerou Beatrice McCartney stála pokaždé v publiku.
Ačkoli nebyl vydán žádný živý záznam z turné, několik koncertů se nahrávalo pro televizi A&E Network a později byly vydány na DVD The Space Within US.
Před každým vystoupením DJ Freelance Hellraiser pouštěl zremixované písně z alba Twin Freaks a poté se ještě promítal krátký desetiminutový film ze života Paula McCartneyho.

## Kapela
- Paul McCartney - zpěv, baskytara, kytara, klavír
- Rusty Anderson - kytara, doprovodný zpěv
- Brian Ray - kytara, baskytara, doprovodný zpěv
- Paul "Wix" Wickens - klávesy, akordeon, kytara, harmonika, bicí, doprovodný zpěv
- Abe Laboriel Jr. - bicí, perkuse, doprovodný zpěv

## Termíny
| Datum              | Město                     | Země   | Místo konání               |
| ------------------ | ------------------------- | ------ | -------------------------- |
| 16. září 2005      | Miami, Florida            | USA    | American Airlines Arena    |
| 17. září 2005      | Tampa, Florida            | USA    | St. Pete Times Forum       |
| 20. září 2005      | Atlanta, Georgie          | USA    | Philips Arena              |
| 22. září 2005      | Philadelphia, Pensylvánie | USA    | Wachovia Center            |
| 23. září 2005      | Philadelphia, Pensylvánie | USA    | Wachovia Center            |
| 26. září 2005      | Boston, Massachusetts     | USA    | TD Banknorth Garden        |
| 27. září 2005      | Boston, Massachusetts     | USA    | TD Banknorth Garden        |
| 30. září 2005      | New York                  | USA    | Madison Square Garden      |
| 1. října 2005      | New York                  | USA    | Madison Square Garden      |
| 4. října 2005      | New York                  | USA    | Madison Square Garden      |
| 5. října 2005      | New York                  | USA    | Madison Square Garden      |
| 8. října 2005      | Washington, D.C.          | USA    | MCI Center                 |
| 10. října 2005     | Toronto, Ontario          | Kanada | Air Canada Centre          |
| 14. října 2005     | Auburn Hills, Michigan    | USA    | The Palace of Auburn Hills |
| 15. října 2005     | Auburn Hills, Michigan    | USA    | The Palace of Auburn Hills |
| 18. října 2005     | Chicago, Illinois         | USA    | United Center              |
| 19. října 2005     | Chicago, Illinois         | USA    | United Center              |
| 22. října 2005     | Columbus, Ohio            | USA    | Value City Arena           |
| 23. října 2005     | Milwaukee, Wisconsin      | USA    | Bradley Center             |
| 26. října 2005     | Saint Paul, Minnesota     | USA    | Xcel Energy Center         |
| 27. října 2005     | Des Moines, Iowa          | USA    | Wells Fargo Arena          |
| 30. října 2005     | Omaha, Nebraska           | USA    | Qwest Center               |
| 1. listopadu 2005  | Denver, Colorado          | USA    | Pepsi Center               |
| 3. listopadu 2005  | Seattle, Washington       | USA    | KeyArena                   |
| 4. listopadu 2005  | Portland, Oregon          | USA    | Rose Garden                |
| 7. listopadu 2005  | San José, Kalifornie      | USA    | HP Pavilion                |
| 8. listopadu 2005  | San José, Kalifornie      | USA    | HP Pavilion                |
| 11. listopadu 2005 | Anaheim, Kalifornie       | USA    | Arrowhead Pond             |
| 12. listopadu 2005 | Anaheim, Kalifornie       | USA    | Arrowhead Pond             |
| 16. listopadu 2005 | Sacremento, Kalifornie    | USA    | ARCO Arena                 |
| 19. listopadu 2005 | Houston, Texas            | USA    | Toyota Center              |
| 20. listopadu 2005 | Dallas, Texas             | USA    | American Airlines Center   |
| 23. listopadu 2005 | Glendale, Arizona         | USA    | Gila River Arena           |
| 25. listopadu 2005 | Paradise, Nevada          | USA    | MGM Grand Garden Arena     |
| 26. listopadu 2005 | Paradise, Nevada          | USA    | MGM Grand Garden Arena     |
| 29. listopadu 2005 | Los Angeles, Kalifornie   | USA    | Staples Center             |
| 30. listopadu 2005 | Los Angeles, Kalifornie   | USA    | Staples Center             |

## Repertoár
1. Magical Mystery Tour
2. Flaming Pie
3. Jet
4. I'll Get You
5. Drive My Car
6. Till There Was You
7. Let Me Roll It
8. Got To Get You Into My Life
9. Fine Line
10. Maybe I'm Amazed
11. The Long And Winding Road
12. In Spite Of All The Danger
13. I Will
14. Jenny Wren
15. For No One
16. Fixing a Hole
17. English Tea
18. I'll Follow The Sun
19. Follow Me
20. Midnight Special (pouze v Houstonu)
21. Blackbird
22. Eleanor Rigby
23. Too Many People/She Came In Through The Bathroom Window
24. Good Day Sunshine
25. Band On The Run
26. Penny Lane
27. I've Got A Feeling
28. Back In The U.S.S.R.
29. Hey Jude
30. Live And Let Die
31. Yesterday
32. Get Back
33. Helter Skelter
34. Please Please Me
35. Mull Of Kintyre (pouze v Torontu)
36. Let It Be
37. Sgt. Pepper's Lonely Hearts Club Band/The End